# Вилхелм I (Берг)
Вилхелм I (на немски: Wilhelm I von Berg) от Дом Лимбург-Арлон е от 1296 до 1308 г. граф на Берг.

## Биография
Роден е около 1242 година. Той е четвъртият син на граф Адолф IV (1220 – 1259) и на Маргарета фон Хохщаден (1214 – 1314).
Вилхелм I последва през 1296 г. бездетния си брат Адолф V († 1296) като граф на Берг. Вилхелм I се отказва от духовническата си служба като пробст. Той се жени за Ирмгард († 20 април 1319), наричана Красивата, вдовица на Конрад I фон Зафенбург и дъщеря на граф Дитрих V/VII от Клеве. Бракът е бездетен.
По време на управлението му той има конфликти с архиепископите на Кьолн. През 1300 г. той помага на крал Албрехт I Хабсбургски против рейнските курфюрстове.
Вилхелм I помага при основаването на манастири и църкви. Умира през 1308 г. и е погребан във фамилната гробница в катедралата на Алтенберг. На 12 май 1319 г. до него погребват и неговата съпруга.
Вилхелм I е последван от племенника му Адолф VI, син на брат му Хайнрих фон Берг, господар на Виндек (1247 – 1298).